# Kim Phượng, Thái Nguyên
Kim Phượng là một xã nằm ở phía tây của tỉnh Thái Nguyên, Việt Nam.

## Địa lý
Xã Kim Phượng có vị trí địa lý:
- Phía đông giáp xã Lam Vỹ và xã Phượng Tiến
- Phía tây giáp xã Nghĩa Tá và xã Định Hoá
- Phía nam giáp xã Định Hoá
- Phía bắc giáp xã Yên Phong và xã Lam Vỹ.

Xã Kim Phượng có diện tích 78,61 km², dân số năm 2025 là 11.104 người. Khu vực được định hướng phát triển nông, lâm nghiệp và thủy sản; phát triển các dự án, sản phẩm du lịch cộng đồng, du lịch trải nghiệm, du lịch lịch sử, sinh thái. Trên địa bàn xã hiện có cụm công nghiệp Kim Sơn. Trên địa bàn xã có tuyến quốc lộ 3C và các tuyến đường tỉnh, đường huyện.

## Lịch sử
Đây là một xã thuộc vùng an toàn khu (ATK) của Việt Minh trong Chiến tranh Đông Dương. Ngày 11 tháng 3 năm 1951, đây là nơi Báo Nhân dân ra số đầu tiên.
Năm 1946, ba xã Quy Triều, Phượng Vĩ Hạ, Linh Đàm sáp nhập thành xã An Lạc. Năm 1947, xã Kim Sơn sáp nhập vào xã An Lạc. Đầu năm 1954, xã An Lạc tách thành ba xã: Kim Phượng, An Lạc và Linh Thông. Năm 1965, xã Kim Phượng tách thành hai xã Kim Phượng và Kim Sơn.
Theo nghị quyết có hiệu lực từ ngày 1 tháng 1 năm 2020, sáp nhập toàn bộ diện tích và dân số của xã Kim Sơn (diện tích 10,28 km², dân số là 2.222 người) trở lại xã Kim Phượng (diện tích 12,59 km², dân số là 2.615 người).
Tháng 6 năm 2025, xã Kim Phượng được thành lập trên cơ sở nhập toàn bộ diện tích tự nhiên, quy mô dân số của xã Kim Phượng (diện tích tự nhiên là 22,67 km²; dân số là 6.050 người) và xã Quy Kỳ (diện tích tự nhiên là 55,94 km²; dân số là 5.054 người) của huyện Định Hóa. Trụ sở làm việc của xã nằm tại trụ sở xã Kim Sơn cũ.

## Hành chính
Đến năm 2009, xã Kim Phượng gồm 12 xóm: Bản Lanh, Bản Lác 1, Bản Lác 2, Nam Cơ, Bản Ngói, Bản Đa, Bản Mới, Bản Kết, Đông Nghèn, Nà Pẻn, Cạm Phước, Nà Bó. Xã Kim Sơn gồm 13 xóm: Kim Tân 1, Kim Tân 2, Kim Tân 3, Kim Tân 4, Kim Tân 5, Kim Tân 6, Kim Tân 7, Kim Tân 8, Kim Tiến 1, Kim Tiến 2, Kim Tiến 3, Kim Tiến 3, Kim Tiến 4, Kim Tiến 5. Sau khi sáp nhập hai xã, cũng trong năm 2019, sáp nhập ba xóm Bản Lác 1, Bản Lác 2, Bản Lanh thành xóm Bản Lác, sáp nhập xóm Bản Đa vào xóm Bản Mới, sáp nhập ba xóm Nà Bó, Đông Nghèn, Nà Pẻn thành xóm Thái Chi, sáp nhập hai xóm Kim Tân 1 và Kim Tân 2 thành xóm Kim Tân, sáp nhập hai xóm Kim Tân 3 và Kim Tân 4 thành xóm Đồng Đình, sáp nhập hai xóm Kim Tân 5 và Kim Tân 6 thành xóm Kim Sơn, sáp nhập hai xóm Kim Tân 7 và Kim Tân 8 thành xóm Ao Sen, đổi tên xóm Kim Tiến 1 thành xóm Phai Đá, sáp nhập hai xóm Kim Tiến 2 và Kim Tiến 3 thành xóm Kim Tiến, sáp nhập hai xóm Kim Tiến 4 và Kim Tiến 5 thành xóm Bản Cải.
Đến năm 2009, xã Quy Kỳ được chia thành 19 xóm: Khuôn Nhà, Khuôn Câm, Khuôn Tát, Đăng Mò, Sự Thật, Đồng Hẩu, Bản Pấu, Nà Rọ, Nà Kéo, Nà Áng, Bản Cọ, Nà Mòn, Đồng Củm, Tân Hợp, Túc Duyên, Gốc Hồng, Bản Noóng, Thái Trung, Pác Cáp. Năm 2019, sáp nhập hai xóm Khuôn Nhà và Sự Thật thành xóm Khuân Nhà, sáp nhập hai xóm Bản Noóng và Nà Mòn thành xóm Thống Nhất 1, sáp nhập ba xóm Pác Cáp, Tân Hợp, Đồng Củm thành xóm Thống Nhất 2, sáp nhập hai xóm Nà Áng và Bản Cọ thành xóm Hương Bảo 1, sáp nhập hai xóm Nà Rọ và Nà Kéo thành xóm Hương Bảo 2, sáp nhập hai xóm Bản Pấu và Đồng Hẩu thành xóm Hương Bảo 3, đổi tên xóm Khuôn Tát thành xóm Khuổi Tát, đổi tên xóm Khuôn Câm thành xóm Khuân Câm.